# Te invito
«Te Invito» es el segundo sencillo del álbum Love & Hate del grupo de bachata Aventura. 
La canción alcanzó gran reconocimiento en muchos países de habla hispana y los Estados Unidos. También fue censurada en la República Dominicana por su alto contenido erótico.

## Contenido
La canción trata de un hombre que intenta persuadir con argumentos sexuales a una mujer(su amiga) para que tenga relaciones, diciéndole que con él sentiría cosas que nunca sintió con otros hombres.Al final todo queda en suspenso.